# Notholmsströmmen
Notholmsströmmen är ett sund i Finland. Det ligger i Raseborg i landskapet Nyland, i den södra delen av landet, 90 km väster om huvudstaden Helsingfors.